# Pachycondyla incisa
Pachycondyla incisa är en myrart som beskrevs av Carlo Emery 1911. Pachycondyla incisa ingår i släktet Pachycondyla och familjen myror. Inga underarter finns listade i Catalogue of Life.